# Vikram Pandit

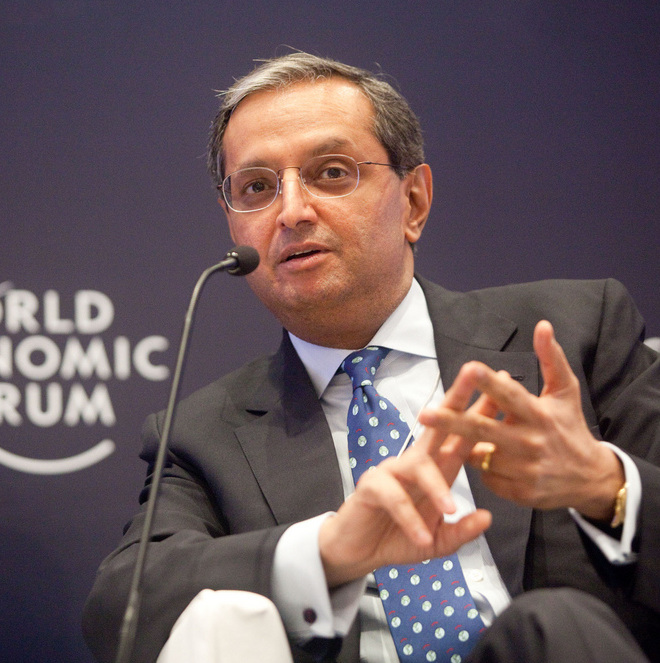
Pandit während des WEFs 2011

Vikram Pandit (* 14. Januar 1957 in Nagpur, Maharashtra, Indien) ist ein US-amerikanischer Manager.

## Leben
Pandit wurde 1957 in Nagpur im indischen Bundesstaat Maharashtra geboren. 1973 siedelte er in die USA über und wurde amerikanischer Staatsbürger. Er studierte an der Columbia University in New York und erlangte 1976 den Bachelor of Science und 1977 den Master of Science in Elektrotechnik sowie 1986 den Ph. D. in Makroökonomie und Finanzmärkte.
Seit 1983 arbeitete er als Investmentbanker für Morgan Stanley und war Präsident sowie Chief Operating Officer (COO) der Institutional Securities and Investment Banking Group bei Morgan Stanley (2000–2004), wo er für die gesamte Verwaltung der Gruppe verantwortlich war und sich auf Handels-, Vertriebs- und Infrastrukturaspekte des Geschäfts konzentrierte.
Davor arbeitete er als Generaldirektor und Leiter der Worldwide Institutional Equities Division (1994–2000), und als Generaldirektor und Leiter des US Equity Syndicate (1990–1994) für Morgan Stanley. Pandit verließ Morgan Stanley 2005 mit ein paar Kollegen und gründete im April 2006 den Hedgefonds Old Lane Partner, den Citigroup im Juli 2007 für 800 Millionen US-Dollar kaufte. Zunächst war er für die alternativen Investments der Citigroup verantwortlich. Im Oktober 2007 kamen weitere Investmentsparten hinzu.
Pandit ist Mitglied des Vorstands der Columbia University, der Columbia Business School, der Indian School of Business und The Trinity School. Er ist ein ehemaliges Mitglied des Vorstands der NASDAQ (2000–2003), sowie des New York City Investment Fund.
Am 11. Dezember 2007 wurde Pandit anstelle des Interims-CEO Sir Winfried Bischoff der neue Geschäftsführer der Citigroup. Damit trat er die Nachfolge von Charles Prince an, der am 5. November 2007 wegen unerwartet schlechter Geschäftsergebnisse, vor allem aufgrund zweistelliger Milliardenabschreibungen durch die Immobilienkreditkrise, zurückgetreten war.
Am 16. Oktober 2012 trat Pandit als CEO zurück und legte zudem sämtliche Vorstandsämter nieder. Als Pandits Nachfolger als CEO wurde Michael Corbat vom Vorstand gewählt.

## Belege
1. ↑  Der Spiegel: Vikram Pandit wird neuer Citigroup-Chef 11. Dezember 2007. Abgerufen am 17. Oktober 2012.
2. ↑  Citi Depositary Receipt Services  16. Oktober 2012. Abgerufen am 17. Oktober 2012.

| Personendaten    | Personendaten             |
| ---------------- | ------------------------- |
| NAME             | Pandit, Vikram            |
| KURZBESCHREIBUNG | US-amerikanischer Manager |
| GEBURTSDATUM     | 14. Januar 1957           |
| GEBURTSORT       | Nagpur                    |